# MSAS
El sistema MSAS (Multi-functional Satellite Augmentation System) es un sistema de aumentación basado en el satélite multifuncional MTSAT, este es un sistema de navegación por satélite, el cual soporta DGPS, designado para mejorar la precisión de la señal del sistema GPS. Este sistema esta operativo en Asia, principalmente en Japón.
En paralelo con el sistema WAAS de Estados Unidos y el EGNOS de Europa, Japón ha desarrollado este sistema basado en un satélite geoestacionario de transporte multifuncional (MTSAT), el cual tiene también una función meteorológica (además de la aeronáutica). El MTSAT-1 fue lanzado en el año 2000, y subsecuentes lanzamientos son programados cada cinco años. 
Aunque el sistema de software del MSAS está basado en el WAAS presenta diferentes capacidades que los sistemas WAAS y del EGNOS, porque incluye dos modos de comunicación, voz y datos. Esta capacidad de comunicación será usada para brindar Vigilancia Automática Dependiente (ADS). Específicamente, MSAS está basado en el concepto FANS de la OACI, incluyendo GNSS para navegación y Servicio Satelital Móvil Aeronáutico (AMSS) para los modos voz/datos con ADS. 

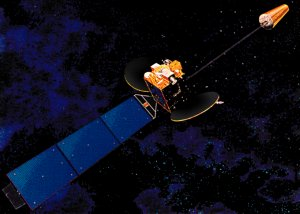
Representación del satélite MTSAT-1.

La aplicación aeronáutica consistía en dos funciones: servicio móvil aeronáutico por satélite (SMAS) y sistema de aumentación basado en satélite (SBAS) del GNSS para proporcionar a las aeronaves información sobre aumentación GPS por enlace ascendiente a partir de las instalaciones terrestres. La función MSAS del MTSAT cumpliría plenamente con las normas y métodos recomendados (SARPS) de la OACI. Los detalles técnicos no especificados en los SARPS se coordinaron mediante las actividades del Grupo Técnico de Trabajo sobre Interfuncionamiento (IWG) SBAS. Así, el MSAS permitía el pleno interfuncionamiento con otros servicios SBAS.
Después de haber fallado el lanzamiento del MTSAT-1 (el primer MTSAT), Japón adquirió otro satélite, MTSAT-1R, que se lanzaría a principios de 2004. El segundo MTSAT, MTSAT-2, se lanzó en 2005. Una vez finalizada la certificación, el MSAS entraría en servicio y sería operacional utilizando únicamente el MTSAT-1R a partir de este año. El doble funcionamiento del MTSAT-1R y el MSAT-2 entró en servicio en el año 2006.

## Elementos del sistema MSAS
Dos centros de satélites aeronáuticos se encargarán del control de los MTSAT. Las estaciones de control principales (MCS) del MSAS se han instalado en dos centros de satélites aeronáuticos. Con objeto de proporcionar servicio MSAS en la FIR (Región de Información de Vuelo) del Japón, se habían instalado estaciones de vigilancia de tierra (GMS) en cuatro centros de control de tránsito en rutas aéreas. Para garantizar una referencia amplia para una determinación exacta de la órbita de los MTSAT se instalaron dos estaciones de vigilancia y cronometría (MRS) en Hawái (Estados Unidos) y Camberra (Australia). Cuenta también con una MRS en cada centro de satélites aeronáuticos.
En operaciones normales, los usuarios podrían recibir dos señales SBAS con diferentes códigos PRN. Cada señal se enviaría por enlace ascendente de una MCS diferente y por medio de un satélite diferente. Si falla uno de los satélites, la MCS que esté comunicando por enlace de datos por medio del satélite que haya fallado se conmutaría al otro satélite. Así, aún en estas condiciones anormales, la aviónica del usuario podría recibir las dos señales SBAS. Esta arquitectura garantiza un servicio SBAS sumamente redundante y fiable.
Dado que la señal MSAS sería objeto de radiodifusión por el MTSAT en la mayor parte de la Región Asia/Pacífico, el servicio MSAS podría ampliarse fácilmente si se instalaran GMS en la zona de cobertura del MTSAT y se conectaran líneas terrestres especializadas a las MCS. Japón ha ofrecido servicio MSAS gratuito a los Estados de la Región Asia/Pacífico a fin de establecer en dicha región un sistema de navegación aérea fluido, más seguro y fiable.